# Alborge
Alborge es un municipio español en la Ribera Baja del Ebro, provincia de Zaragoza, Aragón. Tiene un área de 4,84 km² con una población de 111 habitantes (INE 2016) y una densidad de 22,93 hab/km². Sus principales fiestas son el 29 de abril romería a la ermita Nuestra Señora de Montler y el 10 de agosto festividad de San Lorenzo.

## Toponimia
El término Alborge proviene del árabe البرج AL-BURJJ "la torre defensiva"

## Demografía
Alborge cuenta con una población de 102 habitantes (INE 2024).
| Gráfica de evolución demográfica de Alborge entre 1842 y 2021                                                       |
| |
| Población de derecho según los censos de población del INE Población de hecho según los censos de población del INE |

## Administración y política
| Período   | Alcalde                    | Partido |  |
| --------- | -------------------------- | ------- |  |
| 1979-1983 | Jesús Burillo Campos       | UCD     |  |
| 1983-1987 |                            |         |  |
| 1987-1991 |                            |         |  |
| 1991-1995 |                            |         |  |
| 1995-1999 |                            |         |  |
| 1999-2003 |                            |         |  |
| 2003-2007 | Ricardo Artigas            | PSOE    |  |
| 2007-2011 | José Antonio Lorda Catalán | PSOE    |  |
| 2011-2015 | José Antonio Lorda Catalán | PSOE    |  |
| 2015-2019 | José Antonio Lorda Catalán | PSOE    |  |

| Partido político    | Partido político                                   | 2003   | 2007   | 2011   | 2015   |
| Partido político    | Partido político                                   | Ediles | Ediles | Ediles | Ediles |
|                     | Partido de los Socialistas de Aragón (PSOE-Aragón) | 5      | 5      | 5      | 4      |
|                     | Chunta Aragonesista (CHA)                          | —      | —      | —      | 1      |
|                     | Partido Aragonés (PAR)                             | —      | —      | —      | —      |
|                     | Partido Popular de Aragón (PP)                     | —      | —      | —      | —      |
|                     | Izquierda Unida (IU)                               | —      | —      | —      | —      |
|                     | Iniciativa Aragonesa (INAR)                        | —      | —      | —      | —      |
| Total de concejales | Total de concejales                                | 5      | 5      | 5      | 5      |